# Pongo weidenreichi
Pongo weidenreichi або китайський орангутан - вимерлий вид орангутанів, що жив на півдні Китаю в плейстоцені. Відомий за декількома зубами, які приблизно на 20% більші ніж сучасних орангутанів. В печері з наймолодшими зразками, знахідки датуються віком від 66 ± 0.32 тис. років до 57 ± 0.26 тис. років